# Harald Grieg Fjeld
Harald Grieg Fjeld är en nunatak i Grönland (Kungariket Danmark). Den ligger i den centrala delen av Grönland, 1 400 km nordost om huvudstaden Nuuk. Toppen på Harald Grieg Fjeld är 1 706 meter över havet.
Terrängen runt Harald Grieg Fjeld är varierad.  Trakten runt Harald Grieg Fjeld är nära nog obefolkad, med mindre än två invånare per kvadratkilometer. Det finns inga samhällen i närheten. Trakten runt Harald Grieg Fjeld är permanent täckt av is och snö.